# Harry Melis
Harry Melis ( Rotterdam, 25 april 1957) is een Nederlands voormalig profvoetballer. Hij kwam onder andere uit voor Feyenoord en FC Den Haag.

## Statistieken
| Seizoen | Club            | Land      | Competitie     | Wedstrijden | Doelpunten |
| ------- | --------------- | --------- | -------------- | ----------- | ---------- |
| 1976/77 | Feyenoord       | Nederland | Eredivisie     | 7           | 0          |
| 1977/78 | Feyenoord       | Nederland | Eredivisie     | 19          | 5          |
| 1978/79 | Feyenoord       | Nederland | Eredivisie     | 18          | 0          |
| 1979/80 | FC Den Haag     | Nederland | Eredivisie     | 28          | 6          |
| 1980/81 | FC Den Haag     | Nederland | Eredivisie     | 34          | 15         |
| 1981/82 | FC Den Haag     | Nederland | Eredivisie     | 22          | 3          |
| 1982/83 | Germinal Ekeren | België    | Vierde klasse  |             |            |
| 1983/84 | DS'79           | Nederland | Eredivisie     | 24          | 2          |
| 1984/85 | DS'79           | Nederland | Eerste divisie |             |            |
| 1985/86 | DS'79           | Nederland | Eerste divisie |             |            |
| 1986/87 | DS'79           | Nederland | Eerste divisie | 7           | 0          |
| Totaal  |                 |           |                |             |            |

## Trivia
- De dochter van Harry, Manon Melis, is ook een voormalig voetballer en speelde onder andere voor het Nederlands vrouwenvoetbalelftal.